# KDrive
kDrive est une solution  de stockage d'information, d’édition et de partage de fichiers en ligne. Le service peut être utilisé depuis un navigateur web, une application de bureau ou une application mobile.

## Historique
kDrive est lancé en décembre 2019 sur invitation par Infomaniak après 3 ans de recherche et plus de 8 millions de francs investis (la première phase ayant nécessité l’attention de 20 ingénieurs pendant plus de 12 mois). Une application mobile pour iOS et Android basée sur le projet open source de Nextcloud sort au même moment.
En janvier 2020, kDrive devient disponible pour tous[réf. nécessaire].
En avril 2020, le service évolue avec de nouvelles fonctionnalités : liens publics éditables, gestion des partages avancée, affichage du chemin complet des éléments partagés, ajout des dossiers communs pour travailler en équipes, ajout des commentaires aux fichiers.
En juillet 2020, kDrive lance une fonctionnalité supplémentaire : la boîte de dépôt, qui permet de demander des fichiers à des utilisateurs externes,[source secondaire souhaitée].
En octobre 2020, kDrive devient compatible avec My kSuite, une option payante qui permet de personnaliser kDrive avec son propre nom de domaine, ses couleurs, ses images d’arrière-plan et son logo,[source secondaire souhaitée]..
En mars 2021, LiteSync devient disponible sur Windows. Cette fonction permet la synchronisation à la demande[réf. nécessaire].

## Espace de stockage
Il existe une version gratuite limitée à 15 Go de données, ainsi qu'une version payante qui permet de stocker jusqu'à 6 To. Pour stocker les fichiers des utilisateurs, Infomaniak utilise sa propre infrastructure[source secondaire souhaitée].

## Caractéristiques techniques
kDrive permet la synchronisation de fichiers entre différents ordinateurs, tablettes et smartphones. Le service permet notamment la synchronisation automatique avec Google Drive, OneDrive, ou encore Dropbox.
Le service supporte entièrement le protocole WebDAV permet de synchroniser également kDrive avec un NAS Synology ou un cloud Qnap. Le partage de fichiers est disponible avec les utilisateurs externes en utilisant la boîte de dépôt et des liens de partage publics[source secondaire souhaitée].
Avec l’intégration d'OnlyOffice, kDrive propose également l’édition de fichier traitement de texte, tableur et présentation en ligne.
L’hébergement des données est fait en Suisse, respecte le RGPD et n'est pas soumis au CLOUD Act, à la NSA ou à Hadopi,.

## Services commerciaux équivalents
- Box.net
- hubiC
- OwnCloud
- Nextcloud
- pCloud
- Google Drive
- Tresorit
- OneDrive
- Dropbox